# Una cita de amor
Una cita de amor és una pel·lícula mexicana estrenada en 1958 i dirigida per Emilio Fernández Romo. Va participar en el 8è Festival Internacional de Cinema de Berlín. Està basada en la novel·la El niño de la bola de Pedro Antonio de Alarcón.
La pel·lícula va començar a rodar-se al maig de 1956 en Estudis CLASA però es va estrenar fins al 5 de juny de 1958. Al principi el seu títol era Bramadero.

## Sinopsi
Soledad, filla del ric Mariano, es lliura amorosa a l'orfe Román, amo d'un petit ranxo, Bramadero, al costat de Bellavista, la hisenda del pare d'ella. Mariano odia a Román i vol casar Soledad amb el ric Ernesto, nebot del seu amic el jutge d'Acordada. Soledad rebutja Ernesto, de qui va ser núvia temps enrere. Román decideix anar-se'n per guanyar diners que li permetin vèncer la resistència de Mariano; abans, per ballar amb Soledad en una festa, ha d'aportar una suma que Mariano i Ernesto augmenten fins a fer-li impossible el seu pagament. Román baralla amb Ernesto en una cantina, el mata a trets i fuig a la muntanya. Per capturar-lo, Mariano i el jutge ofereixen molts diners pel seu cap. A la muntanya, Román mata a trets al Jutge, el substitut del qual, enamorat de Soledad, redobla el seu zel per la captura del fugitiu. Soledad guarda dolorós mutisme. Román assalta amb uns homes a les seves ordres Bellavista per veure a Soledad. En un carreró, Román abat al substitut del jutge, però resulta malferit i mor en braços de la seva estimada després de ballar amb ella el so de "El Palomo" a un tablado, com no va poder fer-ho temps enrere.

## Repartiment
- Silvia Pinal com Soledad
- Carlos López Moctezuma com don Mariano
- Jaime Fernández com Román Chávez
- Amalia Mendoza «La Tariácuri» com Genoveva
- José Elías Moreno com jutge d'Acordada
- Agustín Fernández com substitut del jutge
- Guillermo Cramer com Ernesto Díaz
- Arturo Soto Rangel
- Emilio Garibay
- Jorge Treviño com anunciador
- Rogelio Fernández
- Antonio León Yáñez
- Margarito Luna
- Gregorio Acosta